# Erika Maria Wiegand
Erika Maria Wiegand (* 5. Dezember 1921 als Erika Maria Lindner in Fischhausen, Samland; † 27. April 2009 in Kassel) war eine deutsche Künstlerin und Bildhauerin.

## Jugend und Bildung
Erika Maria Lindner siedelte mit ihrer Familie im Jahr 1927 nach Allenstein um. Nach dem Abitur begann sie 1940 das Studium an der Kunstakademie Königsberg, zuerst an den staatlichen Meisterateliers für die bildenden Künste, dann studierte sie Bildhauerei bei Hans Wissel und anschließend Kunstgeschichte. Im Jahr 1943 schloss sie in Allenstein die Ehe mit dem Architekten Gerhard Wiegand. Ende Januar 1945 flüchtete sie vor der anrollenden Roten Armee, passierte die Oderbrücke und lebte seit Anfang Mai in Haldensleben in der Sowjetischen Besatzungszone.

## Wirken als Künstlerin
In den Jahren 1946 bis 1958 nahm sie als freischaffende Bildhauerin kirchliche Aufträge an und gestaltete mehrere sakrale Skulpturen, Plastiken und Porträts. Im Jahr 1952 zog sie zu ihrem Ehemann nach Kassel um, war auch dort als Künstlerin und Bildhauerin tätig und unternahm Forschungsreisen nach Italien, Polen, Türkei, England, Tunesien. In den Jahren von 1985 bis 1993 lehrte sie als Dozentin für figürliches Modellieren an der örtlichen Volkshochschule. Am liebsten arbeitete sie in Terrakotta – sie mochte die rote Farbe, die beim Brennen des Tons entsteht. Sie brannte auch mehrfarbige Skulpturen, indem sie unterschiedliche Erden verwendete. Ihr Schaffen ist gekennzeichnet von einer enormen Bandbreite; von sakraler Kunst, dreidimensionalen Märchenfiguren, Porträts und Büsten zu zweidimensionalen Reliefs.
Anlässlich der documenta eröffnete sie am 4. Juli 2007 ihre Kunstausstellung in der Königs-Galerie Kassel und nahm den Ehrenbrief des Landes Hessen samt Anstecknadel entgegen.
Erika Maria Wiegand starb am 27. April 2009 im Alter von 87 Jahren in Kassel.

## Kunstwerke (Auswahl)

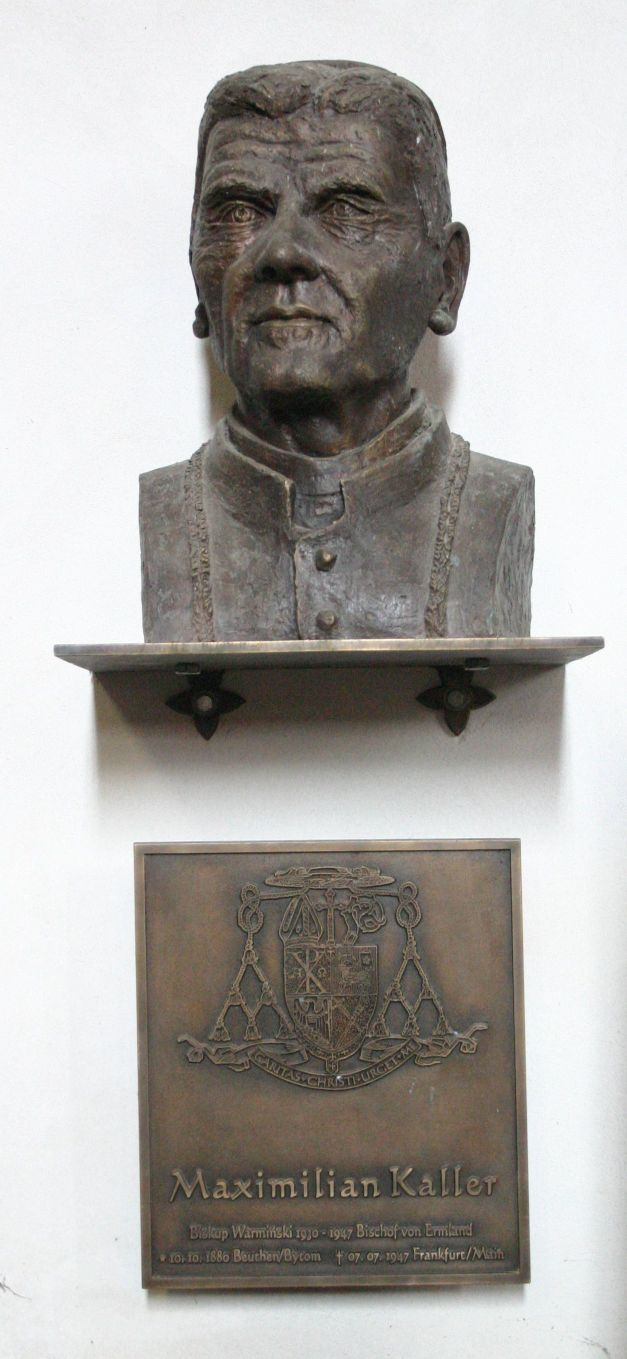
Büste Maximilian Kallers im Dom von Frombork

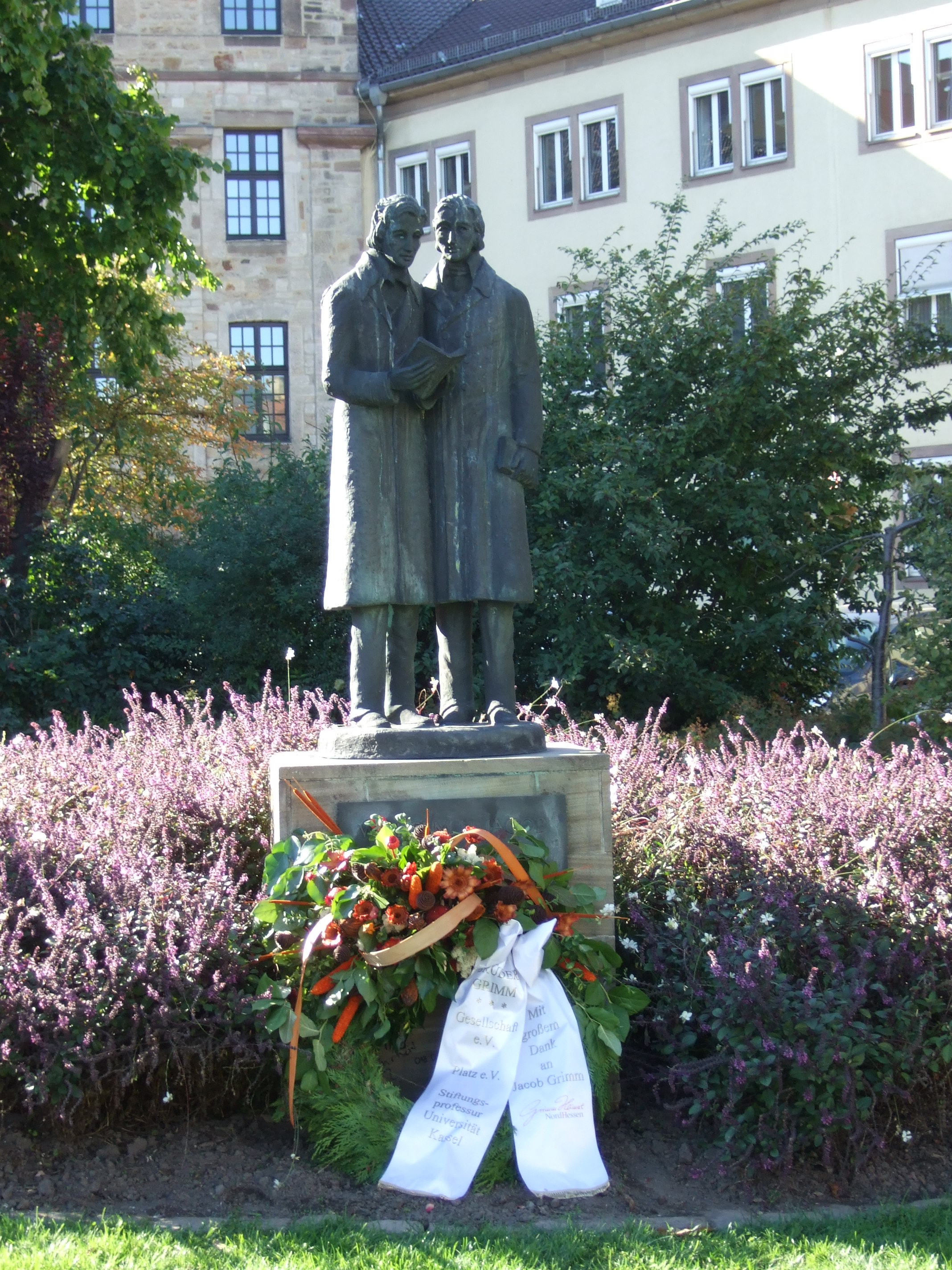
Brüder Grimm-Denkmal in Kassel

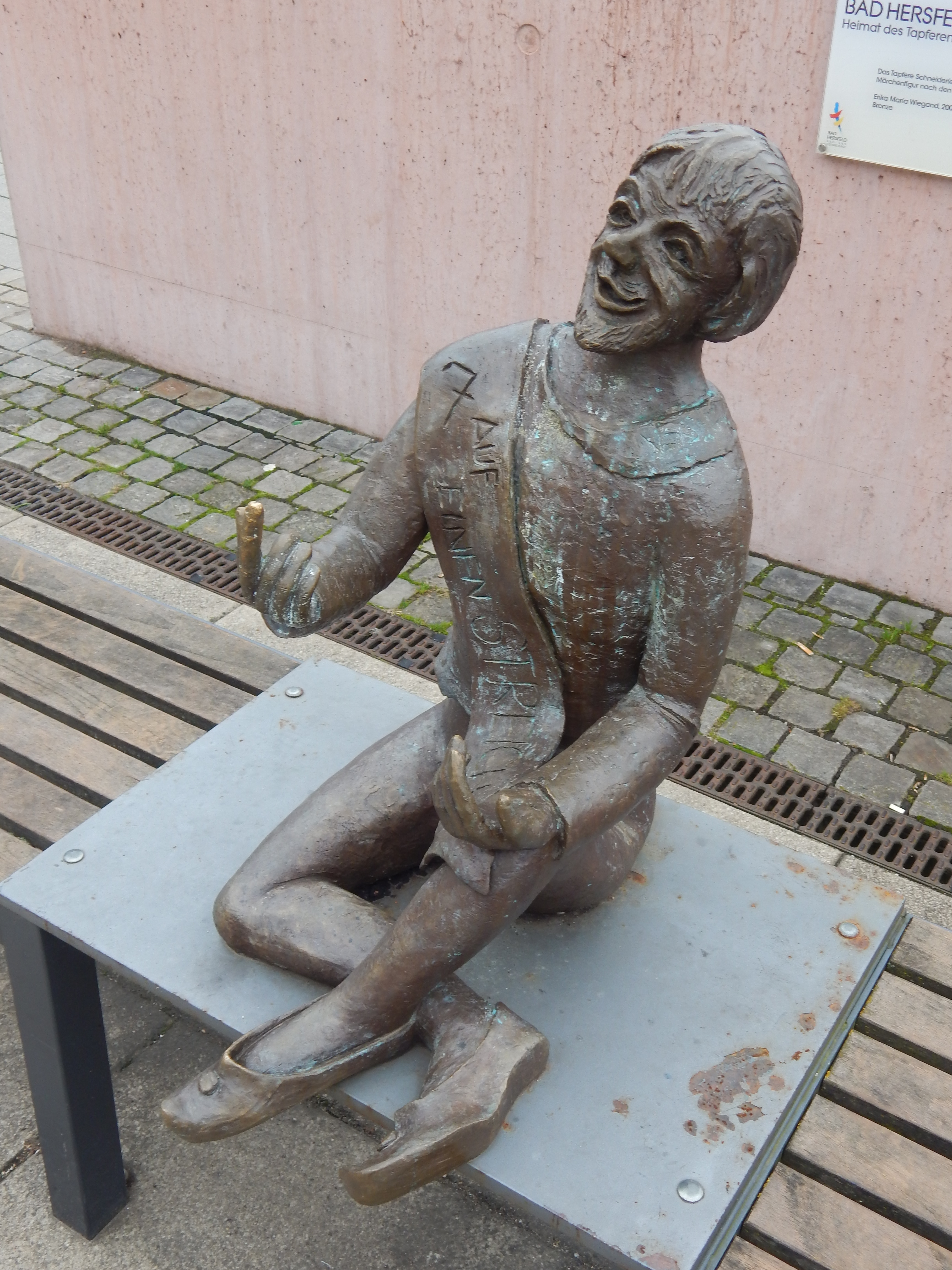
Skulptur „Das Tapfere Schneiderlein“

### Sakrale Kunst
- 1947: Flügelaltar (Triptychon, Terrakotta) in Schmölln bei Altenburg, Thüringen
- 1948: Kreuzweg (14 Figurengruppen, Terrakotta) in Gröningen bei Halberstadt
- 1949: Pietà (Terrakotta 90 cm) in St. Liborius, Haldensleben
- 1950: Weihnachtskrippe (Terrakotta) in St. Liborius, Haldensleben
- 1969: Zuflucht–Madonna (Terrakotta 230 cm hoch) in Herolz bei Schüchtern
- 1976: Schutzmantelmadonna (Terrakotta 65 cm) im Mädchenbildungswerk der Schwestern vom Heiligen Kreuz in Gemünden am Main
- 1993: Altarkreuz (350 cm hoch) mit 15 Relieftafeln in der Herz-Mariä-Kirche in Kassel-Harleshausen
- 1997: Elias und der Engel (Relief in drei verschiedenen farbigen Tonen 200 × 100 cm) bei Nellinistift in Frankfurt

### Märchenfiguren
- 1978: Märchenfrau Dorothea Viehmann (Bronze) in Niederzwehren-Kassel
  - 2002: Dorothea Viehmann (Bronzerelief 170 cm hoch) an der Außenwand der Dorothea-Viehmann-Schule in Kassel-Niederzwehren
- 1985: Denkmal der Brüder Grimm (Bronze 165 cm) auf dem Brüder-Grimm-Platz in Kassel
- 1998: Der gestiefelte Kater (Bronze 120 cm) in Rengershausen (Baunatal)
- 1999: Rumpelstilzchen (Bronze 85 cm) Brunnenfigur in Helsa bei Kassel
- 2002: Hans im Glück (Bronze 125 cm) vor dem Hotel Hans im Glück in Hofgeismar
- 2003: Sterntaler (Bronzeabguss 25 cm)
- 2004: Sterntaler (Bronze 130 cm) in Guntershausen (Baunatal)
- 2004: Das tapfere Schneiderlein (Bronze 25 cm)
- 2006: Das tapfere Schneiderlein (90 cm)
- 2007: Goldmarie (Bronze) Brunnenrandstatue in Vockerode (Meißner) im Naturpark Hoher Meißner
- Dornröschen (Terrakotta)

### Porträts
- 1974: Wilhelm Busch (40 cm) in der Wilhelm-Busch-Gedenkstätte Mühle-Ebergötzen
- 1980: Bischof Maximilian Kaller (Büste, Terrakotta 50 cm) Bronzeabgüsse im Dom zu Frombork, St.-Jakob-Kirche in Olsztyn, St. Bonifatius in Bergen auf Rügen und St.-Michael-Kirche in Berlin-Mitte
- 1982: Ephesus und Kupille (Terrakotta 60 cm) in Kassel
- 1995: Makkiko Makamura (Büste, Terrakotta)
- 2000: Nikolaus Kopernikus (Relief in drei verschiedenen farbigen Tonen 100 cm) im Ermlandhaus, Münster und im Kopernikushaus der deutschen Minderheit (AGDM) in Olsztyn
- 2000: Maler Ferdinand von Reitzenstein (Büste, Terrakotta 50 cm)
- 2000: Mädchenbildnis (Büste, Bronze 50 cm)
- 2004: Sophie Henschel (Büste, Bronze 60 cm)

## Auszeichnungen
- 2007: Ehrenbrief des Landes Hessen mit Anstecknadel des Hessischen Ministeriums für Wissenschaft und Kunst am 4. Juli 2007.
- 2009: Ehrennadel der Stadt Kassel documenta–Stadt Kassel verliehen von Bertram Hilgen am 11. Mai 2009 (posthum)[3].